# Sabich

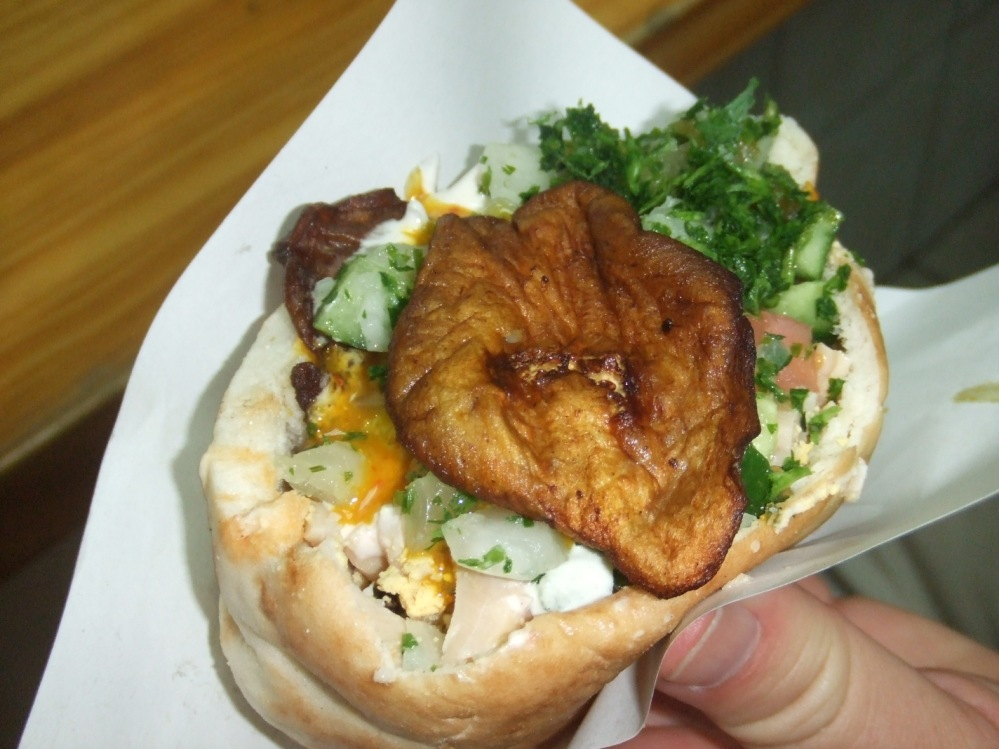
Sabij

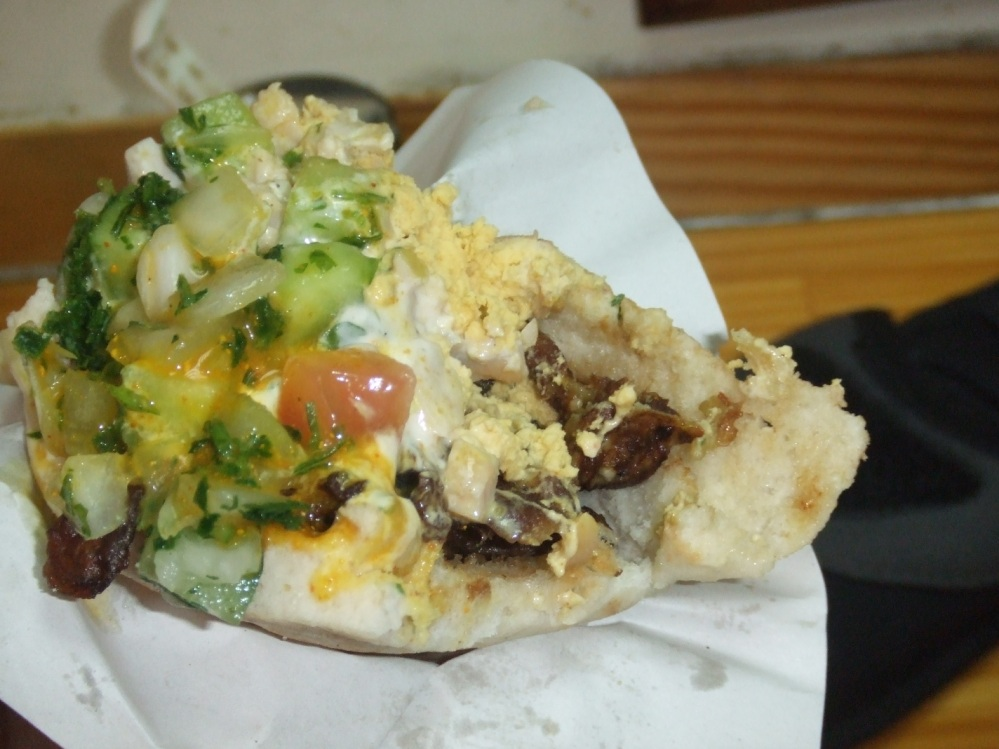
Interior de un sabij

El sabij (en hebreo סביח) es una comida popular de Israel consistente en un pan de pita relleno con berenjena frita y huevo duro. Se dice que el consumo local procede de una tradición de los judíos iraquíes, que lo tomaban en la mañana del shabat.

## Etimología
Algunos dicen que el nombre procede de sabaj, que significa ‘mañana’ en árabe. Un vendedor afirma que procede de su nombre, mientras un competidor afirma que es el acrónimo hebreo de ‘ensalada’ (סלט), ‘huevo’ (ביצה) y ‘más berenjena’ (יותר חציל).

## Ingredientes
El sabij, servido en pan de pita, contiene tradicionalmente berenjena frita, huevo duro, jumus, tahini, ensalada israelí, patata, perejil y amba (un encurtido de mango). Tradicionalmente se hace con huevos cocidos mucho tiempo hasta que la clara se vuelve marrón. A veces se empapa con salsa picante y se espolvorea con cebolla picada.